# Rose Kennedy (album)
Cet article concerne l'album de Benjamin Biolay. Pour la chanson du même chanteur, voir Rose Kennedy.
Pour les articles homonymes, voir Rose Fitzgerald Kennedy.
Albums de Benjamin Biolay
Négatif
(2003)
Singles
1. Les Cerfs-Volants
Sortie : 2001
2. Les Roses et les promesses
Sortie : 2002

Rose Kennedy est le premier album de Benjamin Biolay paru en mai 2001. C'est un concept album autour de la vie de Rose Kennedy. 
Il a été enregistré aux studios ICP à Bruxelles avec l'aide d'Erwin Autrique. Le titre Les Cerfs-volants contient un extrait du morceau River of no return (La Rivière sans retour) interprété par Marilyn Monroe.
Le titre Los Angeles de la réédition est la version radiophonique, différente de la version de l'album original. À noter que cet album a également été remixé sur un disque de 5 titres, contenant une version inédite de La Dernière Heure du dernier jour.
L'album  est disque d'or.

## Pistes
| No  | Titre                                                    | Auteur                     | Durée |
| --- | -------------------------------------------------------- | -------------------------- | ----- |
| 1.  | Novembre toute l'année                                   | Benjamin Biolay            | 3:16  |
| 2.  | Les Roses et les promesses                               | Benjamin Biolay, Keren Ann | 3:07  |
| 3.  | Les Cerfs-volants                                        | Benjamin Biolay            | 4:48  |
| 4.  | La Mélodie du bonheur                                    | Benjamin Biolay            | 2:46  |
| 5.  | L'Observatoire                                           | Benjamin Biolay            | 3:30  |
| 6.  | La Monotonie                                             | Benjamin Biolay            | 3:07  |
| 7.  | Soixante-douze Trombones avant la grande parade          | Benjamin Biolay, Keren Ann | 2:52  |
| 8.  | Los Angeles                                              | Benjamin Biolay            | 4:16  |
| 9.  | La Palmeraie                                             | Benjamin Biolay, Keren Ann | 3:13  |
| 10. | Rose Kennedy                                             | Benjamin Biolay            | 4:49  |
| 11. | Sous le soleil du mois d'août                            | Benjamin Biolay, Keren Ann | 2:57  |
| 12. | Les Joggers sur la plage                                 | Benjamin Biolay            | 4:18  |
| 13. | Un Été sur la côte                                       | Benjamin Biolay            | 3:51  |
| 14. | La Dernière Heure du dernier jour (Réédition uniquement) | Benjamin Biolay            | 5:11  |

## Classements
| Classement    | Meilleure position |
| ------------- | ------------------ |
| France (SNEP) | 66                 |

## Distinction
- Victoires de la musique 2002 : Victoire de l'album révélation de l'année